# Julien Célestine
Julien Albert Marc Célestine (París, 24 de julio de 1997) es un futbolista francés que juega como defensa en el Arka Gdynia de la I Liga de Polonia.

## Trayectoria
Comenzó su formación futbolística en las academias de Rachais, Grenoble Foot 38, S. C. Bastia, A. S. Béziers y Toulouse F. C. antes de trasladarse a Bélgica con el R. Charleroi S. C. en 2016. Comenzó su carrera como futbolista profesional en los clubes belgas amateurs RWD Molenbeek y URSL Visé. En 2020, fichó por el club letón Valmiera FC, y luego regresó a Francia con el Rodez A. F. el 2 de enero de 2021. Debutó como profesional con el Rodez en un empate 1-1 en la Ligue 2 con el Chamois Niortais F. C. el 5 de enero de 2021.después se dirigió a México al club León, quedó como agente libre y regreso a Francia con el club Us Concarneau donde se encuentra actualmente

## Vida personal
Nacido en Francia, es de ascendencia italiana. Su hermano, Enzo Célestine, también es futbolista profesional.

## Estadísticas

### Clubes
Actualizado al último partido disputado el 2 de septiembre de 2022.
| Club                    | Div.          | Temporada     | Liga  | Liga  | Copas nacionales | Copas nacionales | Copas internacionales | Copas internacionales | Total | Total |
| Club                    | Div.          | Temporada     | Part. | Goles | Part.            | Goles            | Part.                 | Goles                 | Part. | Goles |
| ----------------------- | ------------- | ------------- | ----- | ----- | ---------------- | ---------------- | --------------------- | --------------------- | ----- | ----- |
| RWD Molenbeek · Bélgica | 3.ª           | 2018-19       | 19    | 0     | 1                | 0                | —                     | —                     | 20    | 0     |
| RWD Molenbeek · Bélgica | Total club    | Total club    | 19    | 0     | 1                | 0                | 0                     | 0                     | 20    | 0     |
| URSL Visé · Bélgica     | 3.ª           | 2019-20       | 17    | 1     | 0                | 0                | —                     | —                     | 17    | 1     |
| URSL Visé · Bélgica     | Total club    | Total club    | 17    | 1     | 0                | 0                | 0                     | 0                     | 17    | 1     |
| Valmiera FC Letonia     | 1.ª           | 2019-20       | 25    | 1     | 2                | 0                | —                     | —                     | 27    | 1     |
| Valmiera FC Letonia     | 1.ª           | 2020-21       | 0     | 0     | 0                | 0                | 1                     | 0                     | 1     | 0     |
| Valmiera FC Letonia     | Total club    | Total club    | 25    | 1     | 2                | 0                | 1                     | 0                     | 28    | 1     |
| Rodez A. F. Francia     | 2.ª           | 2020-21       | 17    | 0     | 0                | 0                | —                     | —                     | 17    | 0     |
| Rodez A. F. Francia     | 2.ª           | 2021-22       | 31    | 2     | 1                | 0                | —                     | —                     | 32    | 2     |
| Rodez A. F. Francia     | Total club    | Total club    | 48    | 2     | 1                | 0                | 0                     | 0                     | 49    | 2     |
| Club León · México      | 1.ª           | 2022-23       | 4     | 0     | 0                | 0                | 0                     | 0                     | 4     | 0     |
| Club León · México      | Total club    | Total club    | 4     | 0     | 0                | 0                | 0                     | 0                     | 4     | 0     |
| Total carrera           | Total carrera | Total carrera | 113   | 4     | 4                | 0                | 1                     | 0                     | 118   | 4     |